# Маллигён-1
Маллигён-1 (также встречается вариант транскрипции Манригён-1), кор. 만리경-1, 萬里鏡-1, Malligyong-1, дословно — «Большое зеркало-1, Телескоп-1» — северокорейский разведывательный спутник. Первый успешный запуск спутника «Маллигён-1» состоялся 21 ноября 2023, для вывода на орбиту использовалась ракета-носитель «Чхоллима-1», стартовавшая с космодрома Сохэ. Две предыдущие попытки вывода разведывательного спутника носителем того же типа, состоявшиеся 30 мая 2023 и 23 августа 2023 (по всемирному времени) заканчивались авариями на разных этапах полёта ракеты. Аппарат был выведен на солнечно-синхронную орбиту c наклонением 97,4°, апогеем 512 км, перигеем 493 км и периодом обращения 94,67 c. Спутник получил Международный Идентификатор — 2023-179A и номер по спутниковому каталогу — 58400.
«Маллигён-1» предназначен для получения изображений земной поверхности в оптическом диапазоне. Он выполнен в виде шестиугольной призмы с четырьмя раскрывающимися панелями солнечных батарей. По оценкам южнокорейских экспертов вес спутника «Маллигён-1» составляет около 300 кг. Разработчиком аппарата является Государственное главное управление по аэрокосмической технике (кор. 국가항공우주기술총국, англ. National Aerospace Technology Administration, NATA).
Информация о разрешении камер спутника отсутствует, по северокорейским данным в рамках данного проекта проводились лётные испытания камер с пространственным разрешением 20 метров и двух мультиспектральных камер, однако такое разрешение для разведывательных целей практической ценности не имеет. По южнокорейским оценкам разрешающая способность «Маллигён-1» не превышает 3 метров, что значительно ниже, чем требования к разведывательным спутникам, но уже позволит идентифицировать отдельные крупные объекты, такие как корабли, грузовые автомобили, танки. Северокорейские источники утверждают, что в течение первых нескольких суток после запуска со спутника были получены снимки американской военной базы на острове Гуам и территорий Корейского полуострова.
С 1 декабря 2023 года, после завершения испытаний, началась штатная эксплуатация спутника «Маллигён-1».
В период с 18 февраля по 24 февраля 2024 года «Маллигён-1» провел серию манёвров по поднятию перигея орбиты и приближению её к круговой, что должно продлить время его существования. Это продемонстрировало, что спутник имеет на борту двигательную установку и поддерживает связь с наземными станциями связи в КНДР.